# تهاجم فنلاند به کارلیای شرقی (۱۹۴۱)

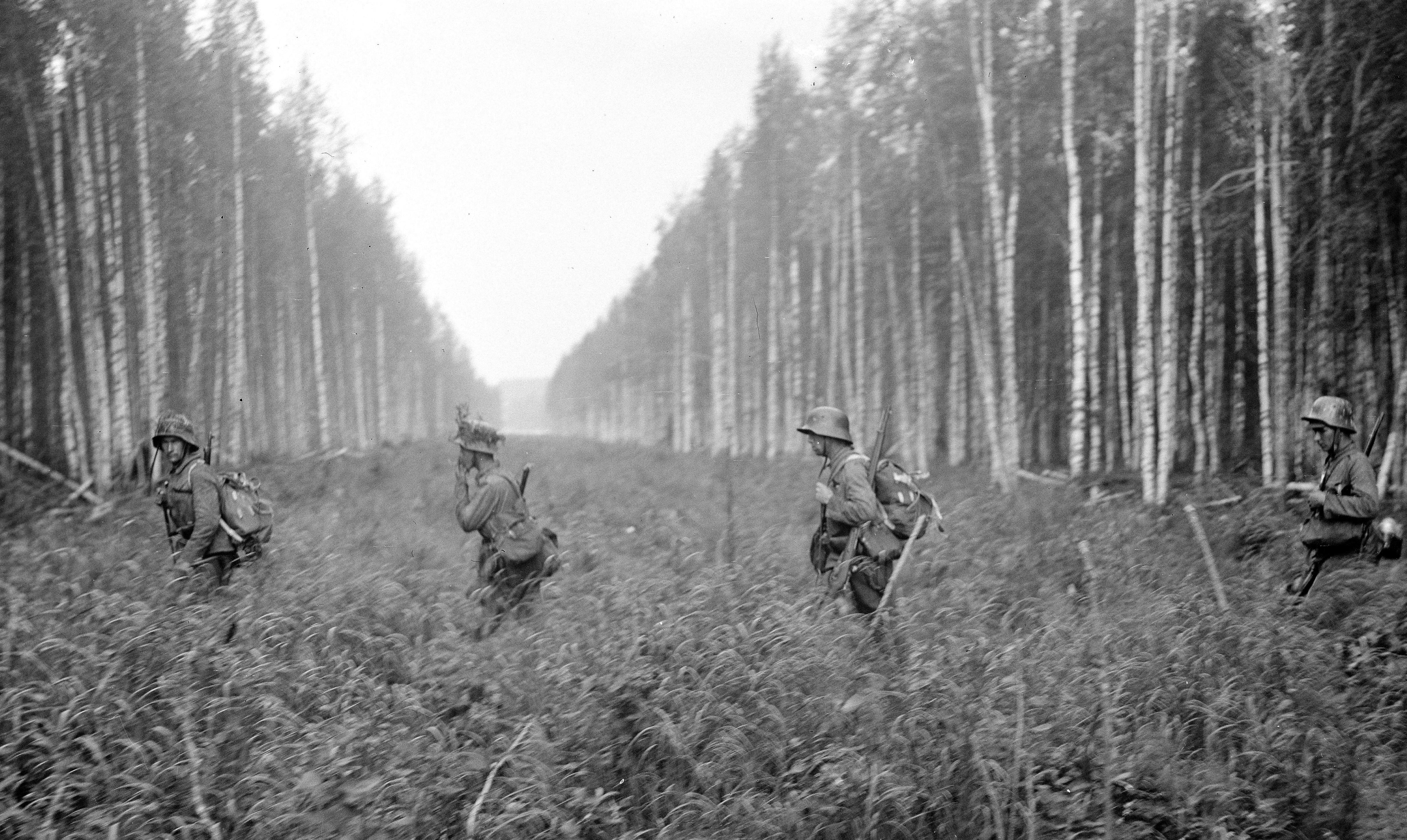
تهاجم فنلاند به کارلیای شرقی (۱۹۴۱)

تهاجم فنلاند به کارلیای شرقی (انگلیسی: Finnish invasion of East Karelia) یک عملیات نظامی در سال ۱۹۴۱ بود. این تهاجم بخشی از جنگ پس‌آیند بود. نیروهای فنلاند کارلیای شرقی را اشغال کردند و تا سال ۱۹۴۴ آن را حفظ کردند.